# L-sorboza 1-dehidrogenaza
-sorboza 1-dehidrogenaza (EC 1.1.99.32, SDH) je enzim sa sistematskim imenom L-sorboza:akceptor 1-oksidoreduktaza. Ovaj enzim katalizuje sledeću hemijsku reakciju
-sorboza + akceptor {\displaystyle \rightleftharpoons } 1-dehidro-L-sorboza + redukovani akceptor
Produkt, L-sorbozon, je intermedijer u bakterijskom formiranju 2-keto-L-gulonske kiseline. Aktivnost ovog membranskog enzima stimulatiše Fe(III) ili Co2+, dok 2+ deluje kao inhibitor. Ovaj enzim je visoko specifičan za L-sorbozu, dok drugi šećeri, kao što je glukoza, manitol i sorbitol, nisu supstrati. Fenazin metosulfat i DCIP mogu da deluju kao veštački akceptori.

## Literatura
- Nicholas C. Price; Lewis Stevens (1999). Fundamentals of Enzymology: The Cell and Molecular Biology of Catalytic Proteins (Third изд.). USA: Oxford University Press. ISBN 019850229X.
- Eric J. Toone (2006). Advances in Enzymology and Related Areas of Molecular Biology, Protein Evolution (Volume 75 изд.). Wiley-Interscience. ISBN 0471205036.
- Branden C; Tooze J. Introduction to Protein Structure. New York, NY: Garland Publishing. ISBN 0-8153-2305-0.
- Irwin H. Segel. Enzyme Kinetics: Behavior and Analysis of Rapid Equilibrium and Steady-State Enzyme Systems (Book 44 изд.). Wiley Classics Library. ISBN 0471303097.

## Spoljašnje veze
- L-sorbose+1-dehydrogenase на 